# Nectandra latissima
Nectandra latissima  es una especie de planta en la familia Lauraceae. 
Es endémica de Bolivia.

## Fuente
- World Conservation Monitoring Centre 1998.  Nectandra latissima.   2006 IUCN Lista Roja de Especies Amenazadas; bajado el 22 de agosto de 2007